# Rio Cărbunele (Nemţişor)
O Rio Cărbunele é um rio da Romênia, afluente do Nemţişor, localizado no distrito de Neamţ.